# Sextant (album)
Pour les articles homonymes, voir Sextant (homonymie).
Albums de Herbie Hancock
Crossings
(1972) Head Hunters
(1973)
Sextant est le 12e album studio jazz fusion d'Herbie Hancock, ce dernier présente son groupe Mwandishi, il est sorti en 1973.

## Historique
C'est le premier album d'Hancock produit par le label Columbia. L'album est désormais considéré comme un classique. Après ce disque, le Mwandishi Sextet sera dissous et de nouveaux musiciens formeront les Headhunters. Seul le saxophoniste Bennie Maupin survivra à cette nouvelle direction de Herbie Hancock, puisqu'il jouera sur le prochain album. À sa sortie, le disque sera considéré comme un échec commercial.

## Titres
| No | Titre          | Durée |
| -- | -------------- | ----- |
| 1. | Rain Dance     | 9:16  |
| 2. | Hidden Shadows | 10:11 |
| 3. | Hornets        | 19:35 |

## Mwandishi Sextet
- Mwandishi : Herbie Hancock - piano, Fender Rhodes, Hohner D-6 clavinet, Mellotron, ARP 2600, ARP Pro Soloist,  Minimoog
- Dr. Patrick Gleeson - ARP 2600 et Pro-Soloist
- Mwile : Bennie Maupin - saxophone soprano, clarinette basse, piccolo, afuche, hum-a-zoo
- Mganga : Dr. Eddie Henderson - trompette, bugle
- Pepo : Julian Priester - trombones ténor, alto et basse, cowbell
- Michezaji : Buster Williams - basses électrique et acoustique
- Jabali : Billy Hart - batterie
- Buck Clarke - percussions